# 国際地理オリンピック
国際地理オリンピック（こくさいちりオリンピック、英: International Geography Olympiad, iGeo）は、毎年（2012年までは隔年）開催される国際地理学連合（IGU）の高校生向けの国際大会。国際科学オリンピックの1つ。各国は、3～4名で選手団を編成し、試験は、知識・マルチメディア・フィールドワークの3種からなる。
なお、ナショナルジオグラフィック協会が1993年から開催している「National Geographic World Championship」も「地理オリンピック」と呼ばれることもあるが、こちらは中学生を対象とした世界大会である。

## 歴史
バルト三国の一つであるエストニアで、1965年に大学生有志が始めた「環バルト地理競技会」がルーツ。「国際地理オリンピック」を名乗るようになったのは、1994年に行われたIGU（国際地理学連合）の総会（プラハ：チェコ共和国）で、ポーランドとオランダの委員が提案してからである。第1回大会を1996年にオランダで開催した（参加国は5カ国）。以後、2年おきに行われるIGU総会に合わせて世界大会が開催されている。1998年に第2回（ポルトガル）、2000年第3回（韓国）、2002年第4回（南アフリカ）、2004年第5回（グダニスク：ポーランド）、第6回大会は、2006年、ブリズベン（オーストラリア）で行われた。第7回大会は、2008年、カルタゴ（チュニジア）で開催された。
世界大会は、2012年まで2年に1回行われ、国内選手権を毎年開催する国が増えてきたため、世界大会の合間の年にヨーロッパとアジア・太平洋地域でそれぞれ「地域地理オリンピック」が行われるようになった。アジア・太平洋地域は2007年に「第1回アジア・太平洋地理オリンピック」（APRGEO2007）が台湾で行われ、2009年8月2日～8月6日、筑波大学を会場に、「第2回アジア・太平洋国際地理オリンピック」（APRGEO2009)（参加国:日本・オーストラリア・メキシコ・台湾）が開催され、第3回大会は2011年にメキシコで開催された。ヨーロッパでは、2003年より「中央ヨーロッパ地域大会」が開催され、2009年は9月15日～21日に「第4回中央ヨーロッパ国際地理オリンピック（CERIGEO2009）」がポーランドで開催された（参加国：9カ国）。

## 参加国
2021年の世界大会の参加国と地域は以下の通り。
- アルメニア
- オーストラリア
- アゼルバイジャン
- ベラルーシ
- ベルギー
- ボスニア・ヘルツェゴビナ
- ブルガリア
- カナダ

- China-Beijing
- China-Hong Kong
- China-Taipei
- クロアチア
- チェコ
- デンマーク
- エストニア
- フィンランド
- フランス
- ハンガリー
- インドネシア
- イラン
- 日本
- カザフスタン
- ラトビア
- リトアニア
- モンゴル
- モンテネグロ
- ネパール
- オランダ
- ニュージーランド
- ナイジェリア
- パキスタン
- フィリピン
- ポーランド
- ロシア
- セルビア
- シンガポール
- スロバキア
- スロベニア
- 南アフリカ
- スイス
- タジキスタン
- タイ
- チュニジア
- トルコ
- イギリス
- アメリカ

得点に応じてメダルが授与され、1:2:3の比率で金メダル・銀メダル・銅メダルが授与される。メダル獲得数により、各国別の総合成績が発表される。東欧のポーランドとルーマニアが強いのが本大会の特色である。

## 会場および予定地
|        | 開催年 | 開催された国     | 開催地         | 参加国・地域数 | 備考                                                                 |
| ------ | ------ | ---------------- | -------------- | -------------- | -------------------------------------------------------------------- |
| 第1回  | 1996年 | オランダ         | ハーグ         | 5              | -                                                                    |
| 第2回  | 1998年 | ポルトガル       | リスボン       | 6              | -                                                                    |
| 第3回  | 2000年 | 韓国             | ソウル特別市   | 13             | 日本の生徒が初めて参加(以降継続無し)                                 |
| 第4回  | 2002年 | 南アフリカ共和国 | ダーバン       | 12             | -                                                                    |
| 第5回  | 2004年 | ポーランド       | グダンスク     | 16             | -                                                                    |
| 第6回  | 2006年 | オーストラリア   | ブリスベン     | 23             | -                                                                    |
| 第7回  | 2008年 | チュニジア       | チュニス       | 24             | 組織的な日本代表選手派遣を開始                                       |
| 第8回  | 2010年 | 台湾             | 台北市         | 28             | -                                                                    |
| 第9回  | 2012年 | ドイツ           | ケルン         | 32             | 以降毎年の開催となる                                                 |
| 第10回 | 2013年 | 日本             | 京都           | 32             | 日本で初めての開催                                                   |
| 第11回 | 2014年 | ポーランド       | クラクフ       | 34             | -                                                                    |
| 第12回 | 2015年 | ロシア           | トヴェリ       | 40             | -                                                                    |
| 第13回 | 2016年 | 中国             | 北京市         | 44             | -                                                                    |
| 第14回 | 2017年 | セルビア         | ベオグラード   | 41             | -                                                                    |
| 第15回 | 2018年 | カナダ           | ケベックシティ | 43             | -                                                                    |
| 第16回 | 2019年 | 香港             | 香港           | 44             | -                                                                    |
| 第17回 | 2021年 | トルコ           | イスタンブール | 46             | 2020年はコロナウイルスパンデミックのため延期、2021年はオンライン開催 |
| 第18回 | 2022年 | フランス         | パリ           | 54             | オンライン開催                                                       |
| 第19回 | 2023年 | インドネシア     | バンドン       | 45             | -                                                                    |
| 第20回 | 2024年 | アイルランド     | ダブリン       | -              | -                                                                    |
| 第21回 | 2025年 | タイ             | バンコク       | -              | -                                                                    |
| 第22回 | 2026年 | トルコ           | イスタンブール | -              | -                                                                    |

|       | 開催年 | 開催された国 | 開催地 | 参加国・地域数 | 備考 |
| ----- | ------ | ------------ | ------ | -------------- | ---- |
| 第1回 | 2007年 | 台湾         | 新竹市 | 4              | -    |
| 第2回 | 2009年 | 日本         | つくば | 4              | -    |
| 第3回 | 2011年 | メキシコ     | メリダ | 5              | -    |

2009年8月2日～8月6日、筑波大学を会場に、地域大会である「第2回アジア太平洋国際地理オリンピック」（APRGEO2009）が開催された。東京の秋葉原および浅草から、つくば市に至るつくばエクスプレス沿線の日本の伝統的な景観と急速に変わり行く郊外の景観を利用した「フィールドワークテスト」や、筑波山山頂や土浦市の農業地帯への小旅行、国土地理院への表敬訪問など、日本らしさを前面に出した大会運営がされた。
2010年は、7月29日～8月4日に世界大会を台湾で行い、アジアでは初めての開催となった。2013年には京都で開催された。

## 競技規則
他の科学オリンピックと違い、試験はすべて英語で出題されるのが特徴である（引率教員等による母国語訳は認めない。ただし、辞書等の持ち込みは自由）。地図や図表を使った論述問題、マルチメディア（景観写真を見て選択肢を選ぶ）、フィールドワーク（制限時間内に、街を歩き、決められた設問に答える）は、全て英語で解答する必要がある。「上手い英文」を書くよりも、ポイントを押さえた論理的な文章を書く必要がある。参加者によるアクティビテイが充実しており、選手同士の交流も非常に盛んである。

## 日本の国内予選
日本の国内予選は以下の3回の選抜を経て日本代表が決定する。
- 第1次選抜 - オンラインで実施。
- 第2次選抜 - 記述式テスト。第1次選抜の上位約100名が対象。
- 第3次選抜 - フィールドワークエクササイズとグループディスカッション。第2次選抜の上位約10名（金メダル）が対象。

6月末の時点で16～19歳の大学に進学していない者から日本代表が選ばれるため、第3次選抜は3月開催なので高校2年生以下から選ばれる。15歳以下は参加可能で採点はされるが日本代表にはなれない。

## 日本代表の成績
2000年の第3回大会（韓国）に、京都の立命館高校の生徒4名が日本代表として参加。
2000年以来、参加が途絶えていたが、2007年に、国際地理オリンピック日本委員会が結成され、選手を公募することになった。2008年の本大会に向けて、2007年7月に、第1回アジア・太平洋地区国際地理オリンピック大会が、台湾・新竹市で行われた。7月12日～7月17日の5日間で、台湾・マレーシア・メキシコ・日本の4カ国が参加。日本は銀メダル（1名）銅メダル（1名）を獲得した。日本委員会委員長は、筑波大学の井田仁康教授。
2008年度大会が8月7日～12日に、チュニジア・カルタゴで行われた。日本からは国内選抜を経て4名の選手が参加。後藤圭佑（筑波大学附属駒場高校3年）が、初の金メダル（1名）を獲得した。
2010年第8回大会（台湾・台北郊外）で銅メダル（1名）を獲得。2012年第9回大会（ドイツ・ケルン）で、銅メダル（1名）を獲得。2013年第10回大会（日本・京都）では、銀メダル（1名）、銅メダル（1名）を獲得。2014年第11回大会（ポーランド）では、銀メダル（1名）を獲得。2015年ロシア大会では、銀メダル(3名)、銅メダル(1名)を獲得。2021年イスタンブール大会では金メダル(2名)、銀メダル(1名)、銅メダル(1名)を獲得し、国別でも3位だった。
|        | 開催年 | 開催された国     | 開催地         | 金メダル | 銀メダル | 銅メダル |
| ------ | ------ | ---------------- | -------------- | -------- | -------- | -------- |
| 第1回  | 1996年 | オランダ         | ハーグ         | -        | -        | -        |
| 第2回  | 1998年 | ポルトガル       | リスボン       | -        | -        | -        |
| 第3回  | 2000年 | 韓国             | ソウル特別市   | -        | -        | -        |
| 第4回  | 2002年 | 南アフリカ共和国 | ダーバン       | -        | -        | -        |
| 第5回  | 2004年 | ポーランド       | グダンスク     | -        | -        | -        |
| 第6回  | 2006年 | オーストラリア   | ブリスベン     | -        | -        | -        |
| 第7回  | 2008年 | チュニジア       | チュニス       | 1        | 0        | 0        |
| 第8回  | 2010年 | 台湾             | 台北市         | 0        | 0        | 1        |
| 第9回  | 2012年 | ドイツ           | ケルン         | 0        | 0        | 1        |
| 第10回 | 2013年 | 日本             | 京都           | 0        | 1        | 1        |
| 第11回 | 2014年 | ポーランド       | クラクフ       | 0        | 1        | 0        |
| 第12回 | 2015年 | ロシア           | トヴェリ       | 0        | 3        | 1        |
| 第13回 | 2016年 | 中国             | 北京市         | 0        | 2        | 1        |
| 第14回 | 2017年 | セルビア         | ベオグラード   | 0        | 1        | 1        |
| 第15回 | 2018年 | カナダ           | ケベックシティ | 0        | 0        | 0        |
| 第16回 | 2019年 | 香港             | 香港           | 0        | 0        | 1        |
| 第17回 | 2021年 | トルコ           | イスタンブール | 2        | 1        | 1        |
| 第18回 | 2022年 | フランス         | パリ           | 0        | 1        | 2        |
| 第19回 | 2023年 | インドネシア     | バンドン       | 0        | 1        | 2        |
| 第20回 | 2024年 | アイルランド     | ダブリン       | -        | -        | -        |

|       | 開催年 | 開催された国 | 開催地 | 金メダル | 銀メダル | 銅メダル |
| ----- | ------ | ------------ | ------ | -------- | -------- | -------- |
| 第1回 | 2007年 | 台湾         | 新竹市 | 0        | 1        | 1        |
| 第2回 | 2009年 | 日本         | つくば | 1        | 0        | 1        |
| 第3回 | 2011年 | メキシコ     | メリダ | 0        | 0        | 0        |

### 日本人金メダリスト
- 後藤圭佑（筑波大学附属駒場高校）2008年
- 乙川文隆（新潟県立新潟高等学校）2021年
- 中森遼（灘高等学校）2021年